# Hadena poliastis
Hadena poliastis là một loài bướm đêm trong họ Noctuidae.